# 馬鴻圖
馬鴻圖（1838年？—1902年），直隸永平府撫甯縣（今河北省秦皇島市撫甯縣）人。清朝軍事將領，武狀元及第。
咸豐十一年（1861年），同治帝初即位，補行因英法聯軍侵華而未能舉行的庚申恩科武會試。馬鴻圖中式，殿試高中第一甲第一名，授官一等侍衛。官至甘肅鎮海協副將。

## 外部連結
- 武状元马鸿图列传 撫寧檔案文史信息網
- 马鸿图 （页面存档备份，存于） 中国历代武状元